# Чефалиано, Михаил Иванович
Михаил Иванович Чефалиано, Μιχάλης Κεφαλιανός (не позднее 1754, Эгейские острова — не ранее 1803) — русский морской офицер греческого происхождения, капитан генерал-майорского ранга (1799).

## Биография
Во время Первой Архипелагской экспедиции поступил на русскую службу волонтером в греческом порту Ауза в мае 1770 года. Участник русско-турецкой войны 1768—1774 годов. На фрегате «Святой Павел», который был куплен для русского флота в Архипелаге в 1770 году, участвовал под командой Панагиоти Алексиано 9 сентября 1771 года в высадке ночного десанта при взятии крепости Кеффало на острове Кос. Крейсировал в архипелагена на фрегате «Святой Павел» в 1772 году. Участвовал при взятии крепости Бейрут в 1773 году. Находясь на эскадре вице-адмирала A. B. Елманова принимал участие в сражении с турецкими галерами у крепости Монастырем в 1774 году. В 1776—1778 годах крейсировал в Средиземном море между Ливорно и Константинополем. В 1779 году перешёл в Кронштадт.
С 1782 года служил в Азовской флотилии второго формирования. Командовал в 1782—1783 годах фрегатом «Тринадцатый», полакой «Патмос», брандвахтенным ботом № 7, фрегатом «Святой Николай». С началом русско-турецкой войны 1787—1791 годов, командуя линейным кораблем «Святой Владимир», в составе Лиманской эскадры контр-адмирала Н. С. Мордвинова, принял участие при отражении противника около Очакова в 1787 году. Командуя тем же кораблем, участвовал в сражениях с турецким флотом на Лимане, крейсеруя между Очаковым и Кинбурном. В 1789 году был назначен командующим гребной флотилией, с которой крейсировал между Херсоном и Очаковым. В 1790 году командовал фрегатом «Св. Марк» (бывшая турецкая галера «Макроплея») в эскадре контр-адмирала Ф. Ф. Ушакова, плавал от Севастополя до устья Дуная. В 1791 году на фрегате «Святой Георгий Победоносец» участвовал 11 августа 1791 года в сражении у мыса Калиакрия. Корабль шел седьмым в русском ордере. За сражение капитан 1-го ранга Чефалиано был награждён 31 августа 1792 года орденом Святого Георгия 4-й степени за № 931 (или № 505).
В 1792—1798 годах капитан линейного корабля «Святой Иоанн Предтеча» Черноморского флота (захваченный турецкий «Мелеки-Бахри»). С 1798 года начальник флотских команд в Севастополе. С ноября 1798 года капитан над Таганрогским портом. В апреле 1803 года был уволен от службы. По состоянию на конец 1805 года отставной генерал-майор Чефалиано проживал в Таганроге, получая пенсион.
Крёстный отец дочери капитана 1-го ранга Стаматиоса Сарандинаки, также выходца из Греции, Елены Сарандаки. Крещение состоялось 26 ноября 1797 года в греческой Петропавловской церкви Севастополя.